# 劉日純
劉日純（?—?），表字子安，生卒年不詳，臺南柳營人，祖籍福建省漳州府平和縣，為一位台灣清治時期的販糖商人兼慈善家。

## 生平
劉氏家族的始祖為劉茂燕，為延平王鄭成功的部將，曾經從征南京，戰死於金陵之役。延平王念其功勞，命令其子劉求誠移居台灣，並賜予田宅。劉求誠遂於諸羅查某營耕作維生，數十年間增闢田土數百甲，成家立業。劉日純是為劉求誠之四世孫，即曾孫，個性嚴謹，並且熱衷於讀書創作。繼承了祖先的基業，開始從事製糖及白糖貿易，銷往北洋、南洋，商業獲利十分可觀；賺錢之餘，樂善好施的劉日純也積極幫助基層人民，排解鄉里紛爭。
嘉慶十四年（1809年）所發生的泉漳械鬥蔓延數十個村莊、燒殺搶奪，清朝官員袖手旁觀，甚至趁機從中賺取利益。劉日純見情勢不妙，遂與當地仕紳吳六秀、林光義以及段鐸約等人親自前往各堡，召集耆老們進行協商；由於受眾人的信任，動亂因而平息；械鬥之後，劉日純更出資幫助於動亂中受害之人。嘉慶二十一年，臺南、嘉義發生大饑荒，劉日純開倉賑濟災民。清道光初年，京師、天津發生災難，劉日純又不嫌麻煩地將稻米千石運往賑災；當時的直隸總督從奏文中得知此事，大嘉肯定劉日純的義行，奉旨下賜「惠及津門」匾額。
劉日純除了為人古道熱腸，更是注重文風的雅士，曾設立私塾，聘請當地儒生教授劉家子弟儒家經典，並且邀集許多文人於門下，供給食膳。他的義行嘉舉流傳於世，其事蹟被史學家連橫列載於《臺灣通史》的〈孝義列傳〉之中。劉日純膝下六子，各個皆有名望與功名，其中又以次子劉思勳最為有名，與他並列於列傳中。

## 家族
- 高祖父：劉茂燕（明萬曆四十五年－清順治十六年）
- 曾祖父：劉求誠
  - 長子：劉思推
  - 次子：劉思勳（咸豐九年卒）
  - 三子：劉思中
  - 四子：劉思朝
  - 五子：劉思燙
  - 六子：劉思鑾